# Yvonne Murray
Yvonne Murray (Reino Unido, 4 de octubre de 1964) es una atleta británica retirada, especializada en la prueba de 3000 m en la que llegó a ser medallista de bronce olímpica en 1988.

## Carrera deportiva
En los JJ. OO. de Seúl 1988 ganó la medalla de bronce en los 3000 metros, con un tiempo de 8:29.02 segundos, llegando a la meta tras la soviética Tetyana Samolenko y la rumana Paula Ivan.